# Worth It
«Worth It» (укр. Заслуговую на це) – пісня, записана американською кантрі-співачкою Деніелл Бредбері для її другого студійного альбому «I Don't Believe We've Met». Бредбері написала пісню з Джеффом Пардо і Моллі Рід. Сингл був спродюсований Джошем Керром. «Worth It» вперше вийшов в цифровому вигляді четвертим і останнім промо-синглом альбому 10 листопада 2017 року і з'явився на американських радіостанціях через BMLG Records 5 березня 2018 року як другий офіційний сингл.

## Зміст
«Worth It» – це блюзова композиція, що базується на фортепіанній баладі, в якій Бредбері стверджує свою самоцінність. Текст пісні висловлює як вразливість, так і обурення стосовно того, як до Бредбері ставилися колишні хлопці, в той час, як вона стверджує, що не боїться розірвати стосунки, якщо їй не дають того, чого вона заслуговує. Бредбері використовує мелізматичний спів, а також «криві» ноти, щоб надати пісні більш проникливий звук.

## Реліз
«Worth It» вийшов в цифрових магазинах як четвертий і останній промо-сингл альбому 10 листопада 2017 року. Пісня була оголошена другим офіційним синглом через the Billboard Country Update 20 лютого 2018 року і була доступна для національних радіостанцій 26 лютого. Офіційно це вплинуло на формат 5 березня 2018 року. Ремікс-версія пісні вийшла в цифровому вигляді 9 березня 2018 року.

### Живі виступи
1 грудня 2017 року Бредбері виконала пісню в прямому ефірі на Megyn Kelly Today. Також вона з'явилася як музичний гість в епізоді 5 грудня 2017 року тринадцятого сезону The Voice і виконала «Worth It». Стерлінг Уайтакер з Taste of Country писав, що її виступ «знову показав, чому вона перемогла в четвертому сезоні».

## Позиції в чартах
Було продано 6000 копій "Worth It" в перший тиждень релізу. Сингл увійшов в чарт цифрових пісень під номером 23. Пісня дебютувала під номером 49 в чарті Hot Country Songs з 2 грудня 2017 року, ставши першою композицією співачки, що з'явилася в цьому чарті (за межами релізів від Voice), яка не активно просувалася як сингл в той час. Після того, як пісня вперше стала доступна радіостанціям, вона дебютувала під номером 55 в чарті Country Airplay з 3 березня 2018 року. Відтоді пісня досягла 46 сходинки. Станом на грудень 2017 року було продано 15 000 копій пісні в Сполучених Штатах.

## Музичне відео
Прем'єра відеокліпу відбулася на каналі Vevo Бредбері 10 листопада 2017 року після цифрового релізу пісні. Режисером відео став Keith J. Leman. Бредбері освітлена синіми, червоними і фіолетовими кольорами протягом усього відео, щоб передати її тяжкий стан.

## Список композицій

### Цифрове завантаження–промо-сингл[5]
1. "Worth It" – 3:27

### Цифрове завантаження–ремікс[6]
1. "Worth It" (Ремікс) – 3:31

## Чарти
| Чарт (2017–18)                   | Найвища позиція |
| -------------------------------- | --------------- |
| US Country Airplay (Billboard)   | 46              |
| US Hot Country Songs (Billboard) | 49              |

## Історія виходу
| Країна    | Дата               | Формат                            | Лейбл       |
| --------- | ------------------ | --------------------------------- | ----------- |
| Весь світ | 10 листопада, 2017 | Цифрова дистрибуція – промо-сингл | Big Machine |
| США       | 5 березня, 2018    | Радіо                             | BMLG        |
| Весь світ | 9 березня, 2018    | Цифрова дистрибуція – ремікс      | BMLG        |